# Бела Карои
Бе́ла Ка́ройи (на унгарски: Béla Károlyi; [ˈbeːlɒ ˈkaːroji]) е румънски спортист (боксьор, лекоатлет, спортен гимнастик) и после румънски и американски треньор на националните отбори на Румъния и САЩ по спортна гимнастика, етнически унгарец.
Като младеж е шампион по бокс и член на националния отбор по лека атлетика. След участие в Олимпиадата през 1956 г. в състезанията по хвърляне на чук се записва да следва в румънския Висш институт по физкултура, изучавайки и тренирайки спортна гимнастика.
Работи като треньор на националния отбор на Румъния. Разработва румънската централизирана система за трениране на гимнастици. Сред тогавашните му възпитаници е видната гимнастичка Надя Команечи, първа в гимнастика получила максималната оценка 10.00.
След чести конфликти с управляващите заедно с жена си Марта (Márta Károlyi), треньорка и бивша състезателка по спортна гимнастика, емигрира в САЩ през 1981 г. Те извеждат и румънския, и американския олимпийски отбори до златните медали. Като цяло е обучил 9 олимпийски шампионки, 15 световни шампионки, 16 европейски медалистки и 6 американски национални шампионки.
По време на летните олимпийски игри в Атланта през 1996 година Каройи окуражава гимнастичката Кери Стръг преди нейния втори опит на прескок, който е решаващ за отборния златен медал. След като се приземява успешно обаче, Кери коленичи на земята от болка поради скъсване на сухожилие и менискус. Това слага край на нейната спортна кариера, но печели първия златен медал на САЩ в спортната гимнастика. Бела Каройи занася на ръце Кери Стръг до подиума за награждаването и връчването на златните медали. Тази снимка става много популярна и е сред най-запомнящите се моменти от игрите.